# Павел Хмизников
Павел Константинович Хмизников (на руски: Павел Константинович Хмызников) е руски географ и хидрограф.

## Биография

### Младежки години (1896 – 1919)
Роден е на 22 февруари 1896 г. в Петербург, Руска империя, в семейството на популярната по това време детска писателка Клавдия Лукашевич. През 1915 г. завършва Морския кадетски корпус, след което служи като вахтен началник на крайцера „Россия“ и минен офицер на подводната лодка „Вълк“. През 1918 г. поради заболяване напуска флота и служи в морското министерство в Омск в правителството на адмирал Александър Колчак. След разгрома на Колчак Хмизников преминава на страната на съветската власт.

### Експедиционна дейност (1920 – 1934)
През 1920 г. се демобилизира и се заема с изследвания в Арктика, като едновременно с това завършва Ленинградския географски институт.
През лятото на 1927 г. начело на хидроложки отряд картира целите течения на реките Сартанг и Дулгалах, съставящи на Яна. След завръщането си във Верхоянск са построени две лодки, с които от 18 август до средата на септември картира цялото течение на Яна от Верхоянск до делтата ѝ (над 600 км), а през пролетта и лятото на 1928 г. – делтата ѝ. След приключването на експедицията Хмизников, заедно с група сътрудници, се отправя по море в пристанището Тикси, но по време на жестока буря претърпяват корабокрушение и се спасяват благодарение на това, че случайно откриват склад със сушена риба. Пеша се добират до устието на река Омолой, където живеят якути и през късната есен без загуби се завръщат във Верхоянск.
През 1930 и 1931 г. Хмизников е част от експедиция на борда на „Белуга“, като изследват източната част на Карско море.
На базата на своите изследвания съставя атлас на река Яна (дължина 872 км) и прави хидроложка характеристика на басейна ѝ.

### Следващи години (1935 – 1943)
През 1935 г. за многогодишния си труд по изучаването хидрологията на басейна на Яна му е присъдена научна степен доктор на географските науки. Хмизников става един от създателите на полярната хидрография, като участва в плаването на ледоразбивача „Челюскин“.
Павел Хмизников споделя жестоката съдба на милиони съветски хора по това време. На 26 май 1938 г. е арестуван по донос и е осъден на 8 години концентрационен лагер за участие в антисъветска дейност. През септември 1943 г. умира в лагера.

## Памет
Неговото име носят:
- връх Хмизников в Антарктида;
- нос Хмизников (76°17′ с. ш. 95°32′ и. д. / 76.283333° с. ш. 95.533333° и. д.), на северния бряг на остров Таймир, архипелаг Норденшелд;
- проток Хмизников (74°42′ с. ш. 85°40′ и. д. / 74.7° с. ш. 85.666667° и. д.), в Карско море, между остров Еленов от шхерите Минин и п-ов Таймир.